# Небилиці в особах
Небилиці в особах (рос. Небылицы в лицах) — радянський короткометражний мультфільм знятий за мотивами російських віршів та жартів. Останній з чотирьох сюжетів мультиплікаційного альманаху Весела Карусель N°5

## Сюжет
Мультфільм про те як один мужик розповідає усілякі забавні небилиці іншому мужику.Навіть його самого робить персонажем своїх жартівливих оповідок.
Уривок із вірша
|  | "-Здорово, Никодим!" "-Здорово, Егор!" "-Откуда идешь?" "-С кудыкиных гор." "-А как у вас, Егор, поживают?" "-На босу ногу топор надевают, сапогами траву косят, в решете воду носят." "Наши сани едут сами, а лошади - наши с усами, бегают в подполье за мышами." "- Да ведь это кошки!" "- Комара тебе в лукошке!"... |

## Знімальна група
- Режисер-Геннадій Сокольський
- Сценарист-Генріх Сапгір
- Художник-постановник-Геннадій Сокольський
- Композитор-Шандор Каллош
- Ролі озвучували:
- Анатолій Папанов — Нікодим
- Георгій Віцин — Єгор